# Mário Meneghetti
Mário David Meneghetti (Porto Alegre, 17 de julho de 1905 — Rio de Janeiro, 1969) foi um médico e político brasileiro. Irmão de Ildo Meneghetti.
Filho de João Meneghetti e de Ana Rosso Meneghetti. Formado em medicina, trabalhou inicialmente na Viação Férrea Rio-Grandense e foi em seguida nomeado para o Departamento Estadual de Saúde, em Pelotas (RS).

## Carreira
Foi prefeito de Pelotas, de 1952 a 1955.
Foi ministro da Agricultura no governo Juscelino Kubitschek, de 3 de outubro de 1956 a 5 de abril de 1960, substituído interinamente por Paulo Fróes da Cruz, de 1 a 31 de agosto de 1958. Foi cumulativamente ministro interino do Trabalho, Indústria e Comércio, de 1 de julho a 17 de julho de 1958.